# Hyposoter ebeninus
Hyposoter ebeninus är en stekelart som först beskrevs av Johann Ludwig Christian Gravenhorst 1829.  Hyposoter ebeninus ingår i släktet Hyposoter och familjen brokparasitsteklar. Arten är reproducerande i Sverige. Inga underarter finns listade i Catalogue of Life.